# Irena Bernášková
Irena „Inka“ Bernášková (7. únor 1904 Praha – 26. srpen 1942 Berlín) byla česká novinářka a odbojářka, která za druhé světové války položila svůj život v boji proti německé okupaci.

## Dětství a mládí
Narodila se v Praze jako prostřední ze tří dcer grafika a malíře Vojtěcha Preissiga. Ten s celou rodinou v době první světové války odešel do USA, kde Preissigovi žili v Bostonu. Do Československa se Irena vrátila se svými dvěma sestrami roku 1921. 
V roce 1925 se v Praze vdala za svého bratrance Eduarda Bernáška. Rodiče s tímto sňatkem nesouhlasili a otec s Irenou dokonce na čtyři roky přerušil veškeré kontakty. Manželé se usadili ve vile na Spořilově. Manželství však zůstalo bezdětné, protože po gynekologické operaci již nemohla otěhotnět.
Při mobilizaci v období Mnichovské krize se Bernášková dobrovolně přihlásila jako sestra Červeného kříže a ošetřovala uprchlíky z obsazeného pohraničí.

## V odboji
Po obsazení Československa německými vojsky nejdříve kolportovala letáky, brzy začala spolupracovat také se svým otcem na vydávání ilegálního časopisu V boj. Také převáděla ohrožené lidi na Slovensko. 
Ačkoliv po ní pátralo gestapo, dlouho unikala zatčení a dále pokračovala ve vydávání časopisu. Zatčena byla 21. září 1940 v pražské ulici Na Poříčí s falešnými doklady. Svou statečností při výsleších, kdy veškerou vinu vzala na sebe, zachránila řadu dalších spolupracovníků odboje. Přesto byla zatčena její nejbližší rodina – její manžel zemřel v koncentračním táboře Buchenwald, otec v koncentračním táboře v Dachau. Irena Bernášková pak byla berlínským lidovým soudem odsouzena k trestu smrti a 26. srpna 1942 byla v Berlíně popravena gilotinou. Stala se tak první Češkou odsouzenou k trestu smrti lidovým soudním dvorem v Berlíně.
Irena Bernášková byla vyznamenána roku 1998 prezidentem Václavem Havlem in memoriam medailí Za hrdinství.

## Pamětní deska V. Preissig a I. Bernášková

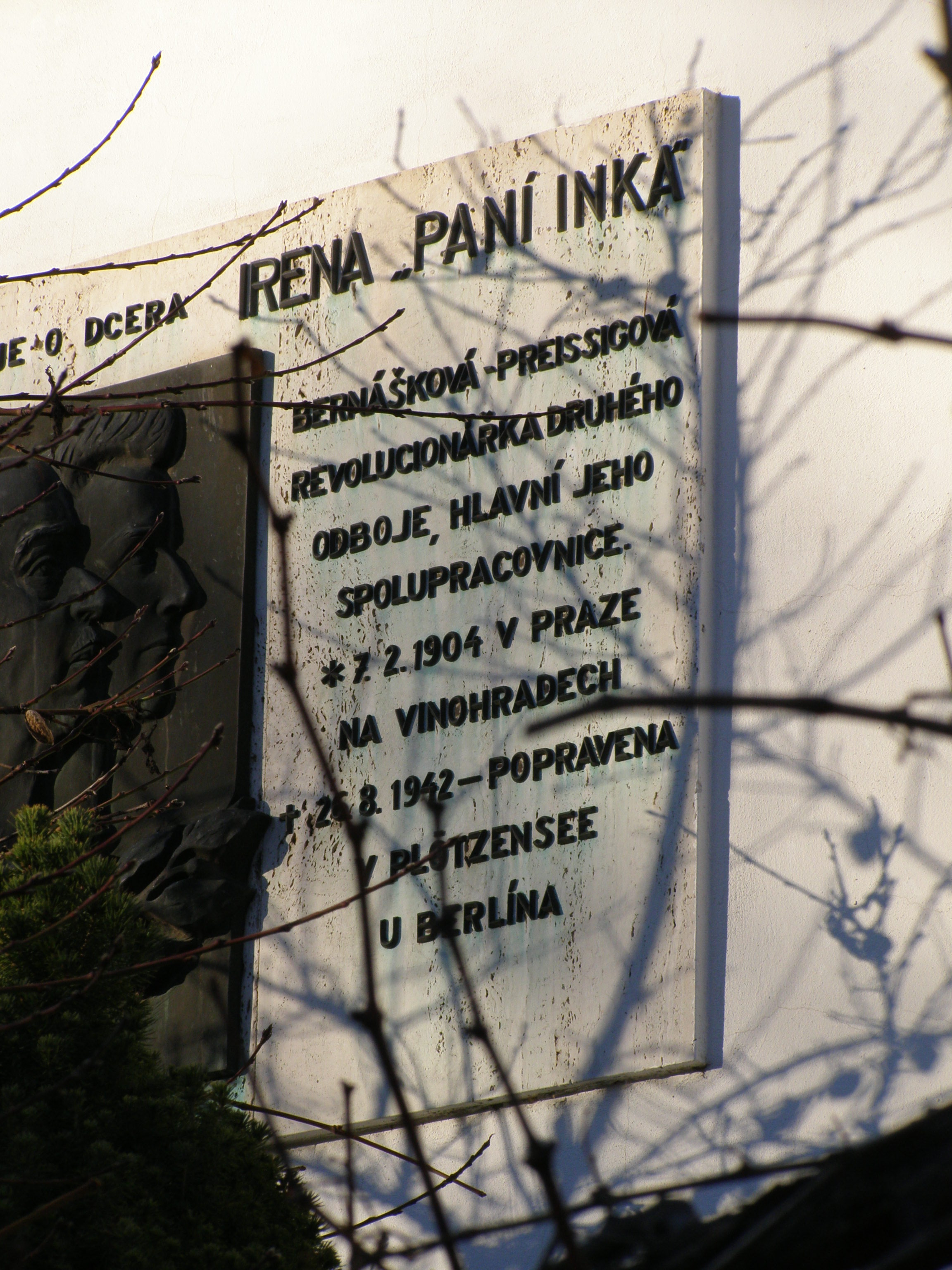
Pravá polovina pamětní desky
v Praze 4, Záběhlicích

Pamětní deska je umístěna na domě na adrese: Jihovýchodní VIII 944/11, 141 00 Praha – Záběhlice.   Za protektorátu se ulice jmenovala Südoststrasse VIII.  a bydlel zde Vojtěch Preissig. V jeho bytě se připravovala k vydání a od konce roku 1939 se zde i vydávala – od čísla 28 – „spořilovská“ varianta ilegálního časopisu V boj.  Deska sestává z centrálního horního nápisu: VOJTĚCH PREISSIG A JEHO DCERA IRENA „PANÍ INKA“. Pod ním se nachází reliéf dvou tváří z profilu; oba hledí směrem doprava. Blíže k pozorovateli je reliéf V. Preissiga, za ním v pozadí pak reliéf jeho dcery I. Bernáškové.
Podél levého svislého okraje reliéfu jsou uvedeny informace o Vojtěchu Preissigovi:
ČESKÝ MALÍŘ A GRAFIK 
ÚČASTNÍK PRVÉHO I 
DRUHÉHO REVOLUČNÍHO 
ZÁPASU ZA SVOBODU 
A ZAKLADATEL ČASOPISU 
        V BOJ 
* 31. 7. 1873 VE SVĚTCI 
† 11. 6. 1944 – UMUČEN 
        V DACHAU 
pamětní deska 
Podél pravé svislé hrany centrálního reliéfu jsou údaje o jeho dceři Ireně Bernáškové:
BERNÁŠKOVÁ – PREISSIGOVÁ 
REVOLUCIONÁŘKA DRUHÉHO 
ODBOJE, HLAVNÍ JEHO 
SPOLUPRACOVNICE
* 7. 2. 1904 V PRAZE 
    NA VINOHRADECH 
† 26. 8. 1942 – POPRAVENA 
    V PLÖTZENSEE 
    U BERLÍNA 
pamětní deska 

## Galerie

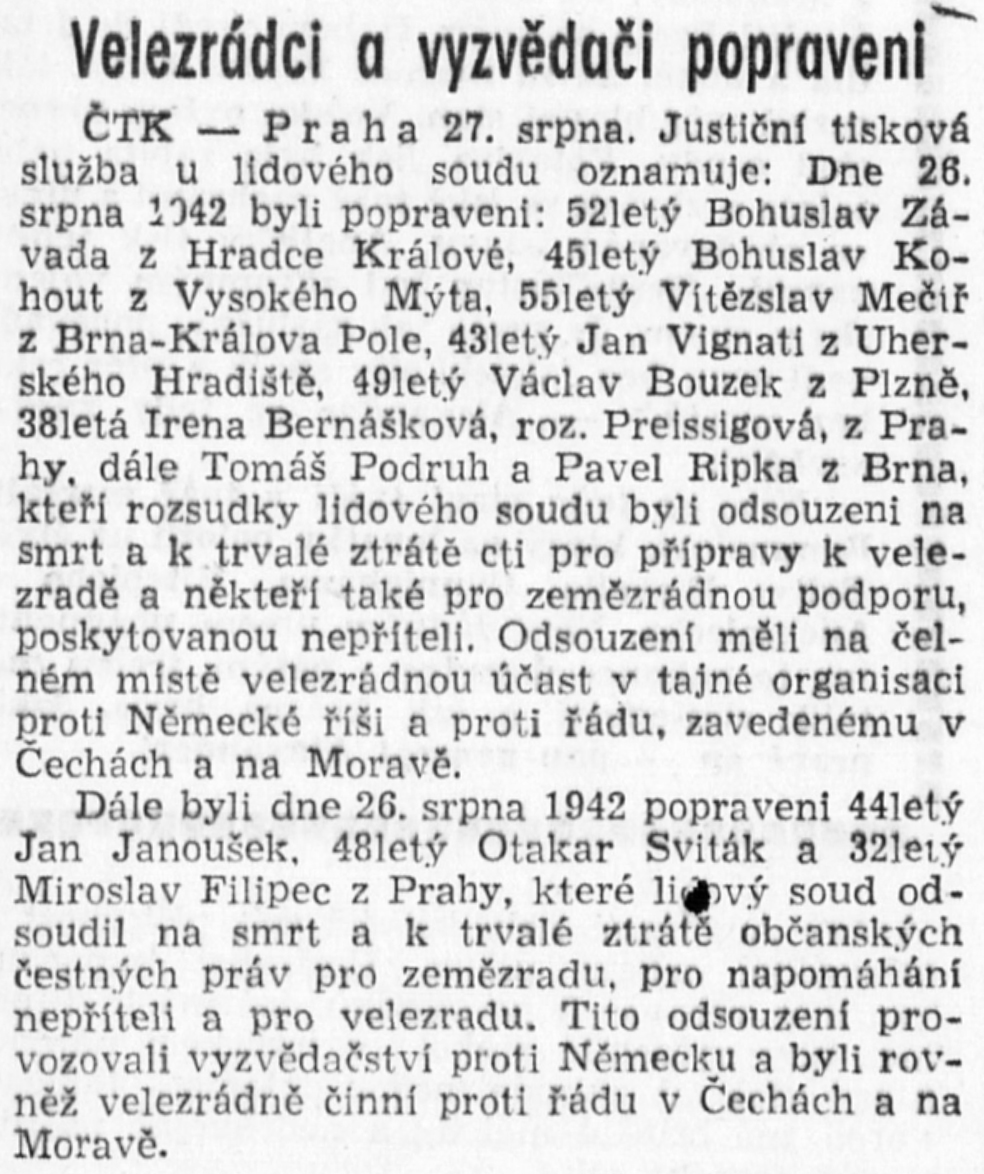
Článek v protektorátní Moravské orlici informující o popravě Ireny Bernáškové a dalších odsouzených odbojářů dne 26.8.1942